# Sierra del Álamo Hueco
La sierra del Álamo Hueco es un cordal montañoso de unos 24 kilómetros en el sureste del condado de Hidalgo en Nuevo México, adyacente a la frontera con el estado de Chihuahua en México. El cordal montañoso se ubica cerca del límite sur de la sierra a lo largo del valle de las Playas, de la sierra del Hachita y la sierra del Hacha que se ubican al norte. La sierra del Perro, más pequeña, se encuentra al sur del cordal montañoso.